# Provincia de Entre Ríos
Entre Ríos, en el texto de la Constitución provincial: Provincia de Entre Ríos, es una de las veintitrés provincias que conforman la República Argentina. A su vez, es uno de los 24 estados autogobernados o jurisdicciones de primer orden que conforman el país, y uno de los 24 distritos electorales legislativos nacionales. Su capital y ciudad más poblada es Paraná. 
Ubicada al este de la región Centro de Argentina, limita al norte con Corrientes, al este con el río Uruguay que la separa de Uruguay, al sur y oeste con el río Paraná que la separa de la provincia de Buenos Aires y Santa Fe. Con 78 781 km² es la octava jurisdicción de primer orden menos extensa —por delante de San Luis, Formosa, Jujuy, Misiones, Tucumán, Tierra del Fuego y la Ciudad Autónoma de Buenos Aires, la menos extensa— y con 15,6 hab/km², y la séptima jurisdicción más densidad poblacional, por detrás de la Ciudad Autónoma de Buenos Aires, la provincia de Buenos Aires, Córdoba, Santa Fe, Mendoza y Tucumán.
Es un componente (el más meridional) de la Mesopotamia argentina, conformada por los ríos Uruguay y Paraná en el Litoral argentino. Un 15 por ciento de su territorio está compuesto de islas y tierras anegadizas. A menudo se la considera como una provincia «insular», por estar rodeada por ríos y arroyos. Sus principales accesos están constituidos por puentes y un túnel subfluvial. La red de agua superficial y profunda, a través de acuíferos y apta para el consumo inmediato, es hasta 12 veces mayor que en cualquier otra del país.
La provincia tuvo un destacado papel en la etapa de organización del Estado nacional argentino; fue territorio federal de la capital del país durante el mandato de Justo José de Urquiza, primer presidente constitucional de la Argentina.

## Historia

### Primeras épocas
Antes de la llegada de los primeros exploradores españoles, el territorio del actual Entre Ríos estaba ocupado por el Pueblo Nación Charrúa, una nación integrada por diversos pueblos hacia su interiror, diversas etnias, tales como los yaro, minuanes, bohanes, genoas, y otros como los chaná-timbúes y los guaraníes que pasaban surcando los ríos hacia el Ríos de La Plata se establecen después de la llegada de los conquistadores. Los primeros se caracterizaron por ser cazadores, agricultores, pescadores y fabricantes de armas (arcos y puntas de flecha), así como diestros en la fabricación de canoas, instrumentos musicales y la utilización de la madera y la cestería. Se ubicaron en la región sur de la provincia donde conformaron una cultura homogénea de tipo sedentario. Vivían en casas agrupadas en aldeas de tipo rectangular o redonda de barro y paja, con un espacio central donde había una plaza.
Como parte del Imperio español, Entre Ríos fue integrante del Virreinato del Perú, dentro de la jurisdicción de las ciudades de Buenos Aires y Santa Fe. Los primeros colonizadores se establecieron en el actual departamento La Paz, a orillas del río Paraná. El territorio quedó incluido en la gobernación del Río de la Plata en virtud de la Cédula Real del 16 de diciembre de 1617, que subdividió la gobernación originariamente otorgada a Pedro de Mendoza.
Los indígenas del territorio entrerriano fueron vencidos y reducidos por el gobernador Hernandarias. Luego de una expedición contra los charrúas de la Banda Oriental ordenada por José de Andonaegui se procedió a fundar las primeras villas en Entre Ríos. En 1783, poco después de creado el Virreinato del Río de la Plata, el virrey Juan José de Vértiz y Salcedo ordenó a Tomás de Rocamora la organización del territorio entrerriano, procediendo a fundar las villas de San Antonio de Gualeguay Grande, Concepción del Uruguay y San José de Gualeguaychú.

### La organización nacional
En 1810 las villas entrerrianas adhirieron de inmediato a la Revolución de Mayo, que dio inicio al proceso independentista, y el pueblo de La Bajada (Paraná) brindó apoyo logístico y de milicianos a Manuel Belgrano durante su expedición al Paraguay. La relación con Buenos Aires se deterioró luego del armisticio firmado en 1811 con el virrey establecido en Montevideo, Francisco Javier de Elío, por el cual Buenos Aires acordó la ocupación realista de las villas de Gualeguay, Gualeguaychú y Concepción del Uruguay y toda la Banda Oriental, a cambio del levantamiento del bloqueo a su puerto. Las villas entrerrianas comandadas por caudillos locales como Francisco Ramírez, Eusebio Hereñú, y Gregorio Samaniego, lograron derrotar a los realistas que habían procedido a ocuparlas y a partir de entonces Entre Ríos asumió una posición fuertemente federal. Debido a estas desavenencias con Buenos Aires, Entre Ríos no envió representantes al Congreso de Tucumán, apoyando en cambio al organizado por José Gervasio Artigas en Concepción del Uruguay el 29 de junio de 1815 (Congreso de Oriente).
La provincia estuvo bajo la protección de Artigas hasta que Francisco Ramírez asumió el liderazgo de la causa federal en territorio entrerriano. Junto a Estanislao López, de Santa Fe, se enfrentó a los unitarios del director supremo José Rondeau, venciéndolos en la batalla de Cepeda de 1820. Esta batalla llevó a la disolución del gobierno nacional y a la firma del Tratado del Pilar entre las dos provincias triunfantes y Buenos Aires.

Bandera de la provincia de Entre Ríos adoptada por Pascual Echagüe el 28 de diciembre de 1833.

Dicho tratado enemistó a Ramírez con Artigas, quien no participó de las negociaciones. Ramírez creó en 1820 la República de Entre Ríos, un estado federal autónomo que incluía además de la actual Entre Ríos a la actual Provincia de Corrientes y las antiguas misiones jesuíticas del noreste de esa provincia. La República de Entre Ríos se disolvió el año siguiente, luego del asesinato de Ramírez.
Entre Ríos no aceptó la constitución unitaria de 1826 impulsada por Buenos Aires, pero colaboró durante la guerra del Brasil (1825-1828). Luego de algunos cambios de gobernadores la provincia quedó a cargo de Pascual Echagüe (1832-1841), cercano al gobernador de Buenos Aires Juan Manuel de Rosas. En 1841, se generó en la provincia un foco de resistencia contra Rosas al cual Echagüe enfrentó, siendo derrotado por el general José María Paz. Justo José de Urquiza se hizo cargo entonces de la gobernación de la provincia. La primera colonia agrícola de la provincia fue San José, fundada en 1857 por Urquiza.
El bloqueo francés de 1838 a 1840 y el bloqueo anglo-francés de 1845 a 1850 permitieron a los buques mercantes navegar los ríos Paraná y Uruguay, lo cual favoreció a Entre Ríos, ya que antes el comercio era monopolizado por el Puerto de Buenos Aires. Cuando los bloqueos fueron levantados, el resentimiento provocado por este hecho, junto con la tradicional insistencia de Entre Ríos en un federalismo verdadero, constituyeron las razones de fondo que llevaron a Urquiza a enfrentarse con Rosas con el fin de unir al país bajo una constitución federal que garantizara la libre navegación de los ríos. La Batalla de Caseros, en 1852, marcó la victoria decisiva de Urquiza.
Separada Buenos Aires del resto de las provincias, el Congreso Constituyente de 1853 nombró a la ciudad de Paraná como capital provisional de la Confederación Argentina y a Urquiza como presidente, federalizando todo el territorio entrerriano (Territorio Federal de Entre Ríos).

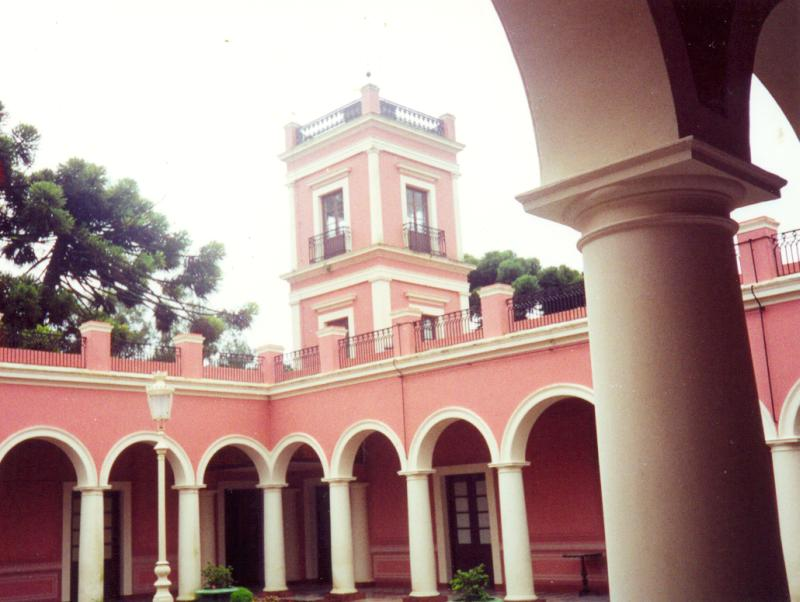
Palacio San José, residencia de Urquiza.

En 1860, luego del ingreso de Buenos Aires a la Confederación, se dictó la Constitución de Entre Ríos, eligiéndose a Urquiza como gobernador de la restablecida Provincia de Entre Ríos. Urquiza volvió a la gobernación en 1868 y fue asesinado en 1870 durante una revolución dirigida por Ricardo López Jordán. Este fue nombrado gobernador por la Legislatura, pero el presidente Domingo Faustino Sarmiento no reconoció su autoridad, enviando un ejército a intervenir la provincia. López Jordán intentó resistir (rebelión jordanista), pero fue derrotado y se refugió en Brasil. La intervención finalizó luego de la elección del gobernador Emilio Duportal.

### De las colonias inmigrantes a la actualidad
Durante la gran ola de inmigración europea de 1853-1930, entre Ríos fue una de las provincias en donde mayor cantidad de inmigrantes se establecieron, formándose gran cantidad de colonias agrícolas.
En un importante porcentaje, muchos descendientes de aquellos inmigrantes lo son también de los pueblos indígenas debido a la confluencia típica de sangres que hubo en el pasado, lo que se repite apenas con variaciones en casi todas las regiones del país.
La constitución provincial fue reformada en 1903, durante el gobierno de Enrique Carbó Ortiz. Al entrar en vigencia en 1912 la Ley Sáenz Peña de voto secreto, se presentaron a elecciones la Unión Cívica Radical, el Partido Conservador y el Partido Socialista. En dicha elección triunfó el candidato radical, Miguel Laurencena.
La crisis económica mundial de 1929, conocida como la Gran Depresión, perjudicó a las economías agroexportadoras, lo cual produjo un aumento en la urbanización de la provincia. El proceso de industrialización abierto en la década de los 30, motivó un éxodo provincial ya que los centros urbanos provinciales no podían asimilar a toda la población que llegaba del campo.
En 1933 se reformó la constitución provincial. Entre 1946 y 1955 se realizaron nuevas reformas, que fueron dejadas sin efecto en 1955, para restablecer el texto constitucional de 1933. Los golpes de estado que se reiteraron entre 1930 y 1983 anularon las autonomías provinciales mediante gobernantes militares designados por el dictador en el mando, que asumían el título de «gobernador». Junto a San Luis, sin embargo, Entre Ríos fue una de las dos únicas provincias cuyo gobierno constitucional no fue intervenido tras el primer golpe de Estado en 1930, por tener un gobierno electo afín a este. Sí fue intervenida durante las demás interrupciones al orden constitucional. Entre los hechos más destacados de ese período se destaca la construcción del Túnel subfluvial Raúl Uranga-Carlos Sylvestre Begnis (al principio, llamado Hernandarias), que unió las ciudades de Paraná y Santa Fe y terminó con el aislamiento por vía terrestre de la Mesopotamia y que se complementó en 1975 con la inauguración del Complejo Ferrovial Zárate-Brazo Largo, que la une con la provincia de Buenos Aires. En 1974 se inició la construcción de la Central Hidroeléctrica Binacional de Salto Grande , emplazada sobre el Río Uruguay y que comenzó a generar energía en 1979. Asimismo, la Represa  de Salto Grande está coronada por un puente internacional ferrovial que une a la Provincia de Entre Ríos y a la República Argentina con la República Oriental del Uruguay. Un dato no menor es que, a unos 15 Km. aguas abajo de la Represa se encuentran las ciudades de Concordia, en la ribera argentina y Salto sobre la costa uruguaya, únicas dos ciudades ribereñas que se encuentran enfrentadas geográficamente.
En 1983, al restablecerse la democracia, fueron elegidos gobernadores Sergio Alberto Montiel (UCR, 1983-1987), Jorge Busti (PJ, 1987-1991), Mario Armando Moine, Busti (1995-1999), Montiel (1999-2003), Busti por tercera vez (2003-2007), Sergio Urribarri (PJ, 2007-2011 y 2011-2015) el primer reelecto de forma consecutiva, gracias a la reforma de la Constitución provincial; y Gustavo Bordet (2015-2019) por el mismo partido.
La creación del Mercosur en 1991 fue de gran importancia para Entre Ríos, debido a su ubicación estratégica como cruce de comunicaciones entre los cuatro países que integran el bloque y eje del corredor bioceánico.
A partir de 2004 la construcción de una planta de celulosa en la orilla uruguaya del río Uruguay llevó a una movilización de la población de las ciudades turísticas de Gualeguaychú y Colón con el fin de oponerse a la misma que abrió un conflicto diplomático entre Argentina y Uruguay. El turismo es un sector en expansión en la provincia, convirtiéndola en el cuarto destino más visitado a nivel nacional. El 20 de abril de 2010 la Corte Internacional de Justicia dictó el fallo definitivo, resolviendo que Uruguay violó sus obligaciones procesales establecidas por el Estatuto del Río Uruguay e instruyó a ambos países a realizar un monitoreo en conjunto del río, a través de la Comisión Administradora del Río Uruguay (CARU).
En enero de 2008 comenzó a sesionar una convención constituyente que reformó la Constitución Provincial, presidida por Jorge Busti, quien poco antes ejerció la gobernación de la provincia. El 11 de octubre la nueva constitución fue jurada en Concepción del Uruguay y entró en vigencia el 1 de noviembre de 2008.

## Gobierno
Entre Ríos es, al igual que las demás provincias argentinas, autónoma respecto del gobierno nacional en la mayoría de los temas, exceptuando aquellos de naturaleza federal. Esto está reconocido por el artículo 121 de la Constitución de la Nación Argentina:

Las provincias conservan todo el poder no delegado por esta Constitución al Gobierno federal, y el que expresamente se hayan reservado por actos especiales al tiempo de su incorporación.

La Constitución provincial fue aprobada el 2 de abril de 1860, sufriendo varias modificaciones a lo largo de la historia, la última en 2008. La constitución vigente en la actualidad establece la existencia de tres poderes: ejecutivo, legislativo y judicial.
- Wikisource contiene obras originales de o sobre Provincia de Entre Ríos.

### Poder Ejecutivo

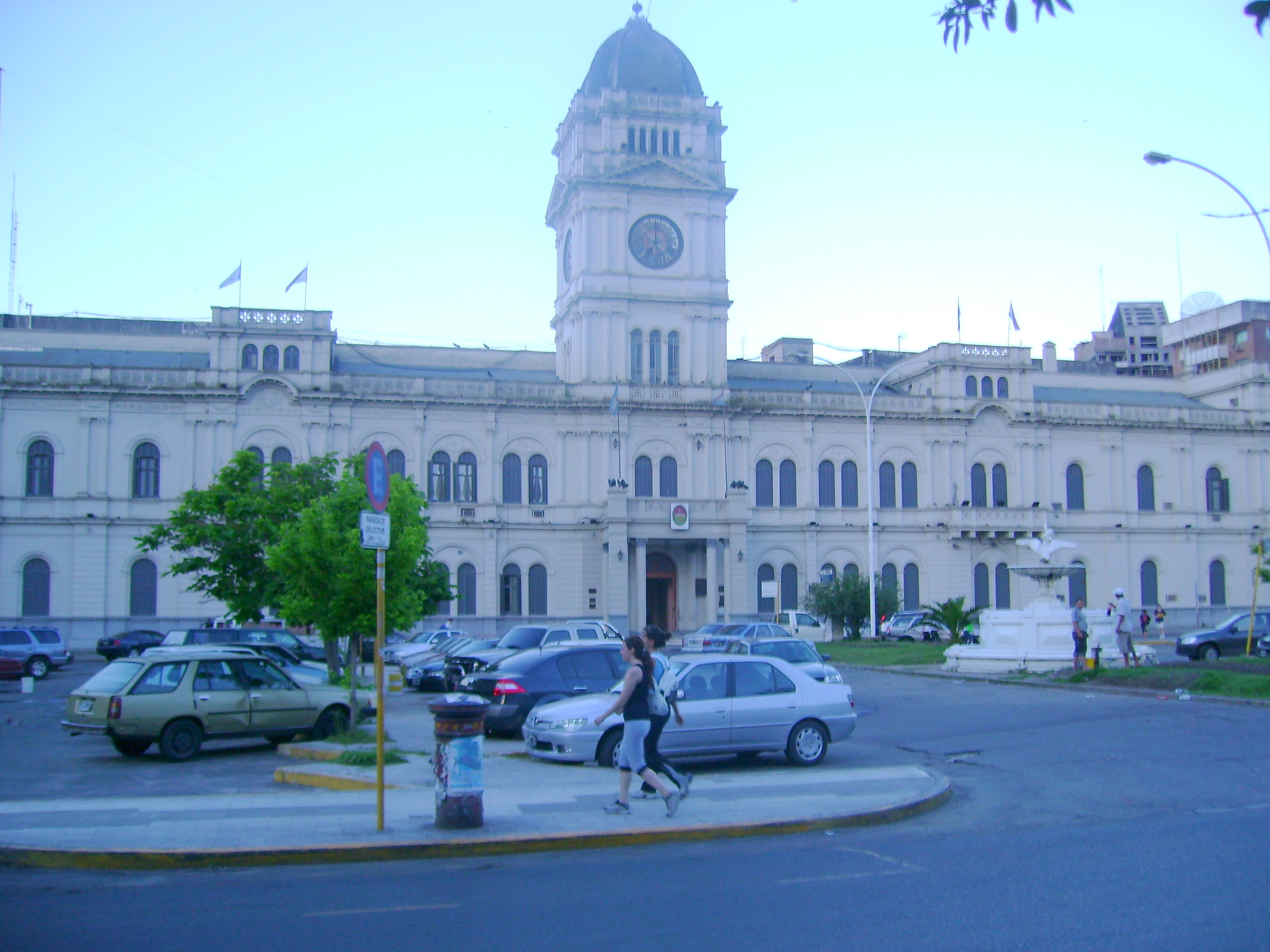
Casa de Gobierno Provincial.

Es desempeñado por un gobernador, teniendo como suplente a un vicegobernador, quienes permanecen en sus cargos durante cuatro años. A partir de la reforma constitucional de 2008 se introduce la reelección para un solo período consecutivo. La nueva constitución también flexibiliza la creación de ministerios, hasta entonces estaba prohibido que sean más de tres.
En 2006 ellos eran el Ministerio de Gobierno, Justicia, Educación, Obras y Servicios Públicos; el Ministerio de Economía, Hacienda y Finanzas; y el Ministerio de Salud y Acción Social. En la actualidad, existen los siguientes: Ministerio de Gobierno y Justicia, Ministerio de Economía Hacienda y Finanzas, Ministerio de Desarrollo Social, Ministerio de Salud, Ministerio de Planeamiento, Infraestructura y Servicios, Ministerio de Producción, Ministerio de Trabajo, Ministerio de Cultura y Comunicación Social, Ministerio de Turismo y el Ministerio de Educación, Deporte y Prevención de adicciones.

### Poder Legislativo
El poder legislativo provincial tiene un sistema bicameral y es de su competencia la legislación sobre todos los asuntos no delegados de manera expresa por la Constitución Nacional al gobierno federal. Los códigos y legislaciones sobre derechos (civiles, comerciales, penales, laborales, de seguridad social y de minería) están reservadas al Congreso Nacional.
La Legislatura está compuesta por dos cámaras: La Cámara de Diputados y la Cámara de Senadores. Los mandatos de los legisladores duran cuatro años y las cámaras se renuevan completamente en cada elección.
La Cámara de Senadores de Entre Ríos está compuesta por diecisiete representantes, uno por cada departamento en los que está dividida la provincia. Es presidida por el vicegobernador, el cual solo tiene derecho a voto en caso de empate. También tiene entre sus atribuciones el juzgar en juicio público a los acusados por la Cámara de Diputados, y prestar o negar acuerdo al Poder Ejecutivo para el nombramiento de los miembros del Superior Tribunal de Justicia, fiscal y defensor de menores del mismo, jueces de primera instancia, fiscal de Estado, contador, tesorero, miembros del Tribunal de Cuentas, director general de Escuelas, vocales del Consejo General de Educación y los demás funcionarios para los cuales la ley establezca esta forma de nombramiento.
La Cámara de Diputados de Entre Ríos está compuesta por treinta y cuatro representantes, elegidos por lista única cada cuatro años con un sistema de representación proporcional a los votos obtenidos pero que asegure al partido mayoritario la mayoría absoluta de la representación y tomando como base a toda la provincia como distrito único.

### Poder Judicial
El Poder Judicial es presidido por un Superior Tribunal de Justicia, el cual está conformado por nueve miembros, integran también el Poder Judicial las cámaras y tribunales inferiores. La provincia dispone también la creación de Juzgados de Paz para tratar causas de menor cuantía o vecinales. El Superior Tribunal se divide en tres salas que se componen de tres miembros cada una: Sala N.º 1 en lo Penal, Sala N.º 2 en lo Civil y Comercial y Sala N.º 3 del Trabajo.
La presidencia del Superior Tribunal de Justicia es ejercida por el Dr. Daniel Omar Carubia por tercer período bianual consecutivo hasta el año 2009, mientras que el vicepresidente es el Dr. Germán Reynaldo Francisco Carlomagno. La decisión fue adoptada a través del Acuerdo General N.º 41.
Existen en la provincia 6 Cámaras:
- La Cámara Primera de Paraná dividida en dos Salas, que entienden en materia Penal y ejercen competencia territorial en los departamentos Paraná, Diamante, La Paz y Feliciano.
- La Cámara Segunda de Paraná, que se compone de dos Salas que entienden en materia Civil y Comercial y ejercen competencia territorial en los departamentos Paraná, Diamante, Nogoyá, Victoria, Feliciano, La Paz y Gualeguay.
- La Cámara Tercera de Paraná se compone de dos Salas, que entienden en materia laboral y ejercen competencia territorial en los departamentos Paraná, Diamante, Nogoyá, Victoria, Gualeguay, La Paz y Feliciano.
- La Cámara de Concordia, que se divide en tres Salas: Sala en lo Penal, Sala del Trabajo, y Sala en lo Civil y Comercial. Cada una ejerce competencia territorial en los departamentos Concordia, Federal, Federación y San Salvador.
- La Cámara de Concepción del Uruguay, que se divide en tres Salas: una Sala en lo Penal, una Sala en lo Civil y Comercial y una Sala del Trabajo. Las tres Salas ejercen competencia territorial en los departamentos Uruguay, Colón, Tala, San Salvador y Villaguay y además las Salas en lo Civil y Comercial y la del Trabajo, ejercen también competencia territorial en los departamentos Gualeguaychú e Islas del Ibicuy.
- La Cámara de Gualeguay tiene competencia en materia Penal en los Departamentos Gualeguay, Gualeguaychú, Nogoyá, Victoria e Islas del Ibicuy.[20]

### Representantes en el Gobierno nacional
Como todas las provincias y la Ciudad de Buenos Aires, Entre Ríos tiene tres senadores representantes en el Senado de la Nación Argentina del Congreso Nacional, dos por la mayoría y uno por la primera minoría. Desde diciembre de 2013 hasta diciembre de 2019 ellos son:
- Pedro Guillermo Ángel Guastavino (Bloque Justicialista-Frente para la Victoria).[22]
- Sigrid Kunath (Bloque Justicialista-Frente para la Victoria)[23]
- Alfredo De Angeli (Bloque PRO-Unión por Entre Ríos).[24]

Por el número de habitantes, según lo dispuesto en la Constitución Nacional, le corresponden nueve representantes en la Cámara de Diputados:
- Bahillo, Juan José - PJ
- Benedetti, Atilio Francisco Salvador - UCR
- Cresto, Mayda - PJ
- Fregonese, Alicia - Pro
- Gayol, Yanina Celeste - Pro
- Huss, Juan Manuel - Fpv (PJ)
- Lacoste, Jorge Enrique - UCR
- Monfort, Marcelo Alejandro - UCR
- Solanas, Julio Rodolfo - Fpv (PJ)

## Emblemas provinciales
Los símbolos provinciales característicos de Entre Ríos son el escudo y la bandera.
El escudo entrerriano se oficializó mediante la Ley Provincial n.º 4676 del 23 de octubre de 1967.

Artículo 1º. El Escudo de Armas de la Provincia estará constituido por un campo en forma de elipse: tendrá por bordura un cordón de plata y por dentro de ésta, dos ramos de laurel formando orla, que se cruzarán en el extremo inferior y se unirán en el superior. El campo de la elipse se dividirá horizontalmente en dos cuarteles irregulares. La división la harán dos brazos “movientes” y desnudos que arrancarán de los “flancos” del centro, desde la bordura con manos “encajadas” y con una elevación de 15 grados sobre el diámetro horizontal. En el centro del cuartel superior, de menor extensión, habrá una estrella de plata, de cinco picos (“puntas”) en campo grana (“gules”) con esta inscripción en caracteres romanos, de plata surmontados formando arco: PROVINCIA DE ENTRE RÍOS. En el centro del cuartel superior, de mayor extensión, habrá un sol de oro con 8 rayos rectos y 8 ondeantes (“flamígeros”), alternados en campo verde (“sinople”) con el lema: FEDERACIÓN, LIBERTAD Y FUERZA, “surmontado”, formando arco, en caracteres romanos de oro. A cada extremo de los diámetros del círculo solar, que se cortan perpendicularmente, corresponde un rayo recto.

La bandera de la provincia es similar a la bandera argentina, pero se encuentra atravesada por una franja roja desde la esquina superior izquierda a la inferior derecha y sin sol. El rojo punzó es el color tradicional del federalismo argentino, y la banda demuestra la postura históricamente federal de Entre Ríos. Fue la bandera de la República de Entre Ríos y la de la Liga de los Pueblos Libres liderada por José Gervasio Artigas. Mediante el decreto n.º 879 del 5 de marzo de 1987, del gobernador Sergio Montiel se declaró bandera oficial.
Entre Ríos tiene dos efemérides provinciales que son feriados en todo su territorio. También existen varios feriados municipales, que en general coinciden con la festividad del santo patrono de cada localidad o la fecha de su fundación.
| Fecha            | Nombre                                             |
| ---------------- | -------------------------------------------------- |
| 3 de febrero     | Batalla de Caseros.                                |
| 29 de septiembre | Día de San Miguel Arcángel, patrono de Entre Ríos. |

## Geografía

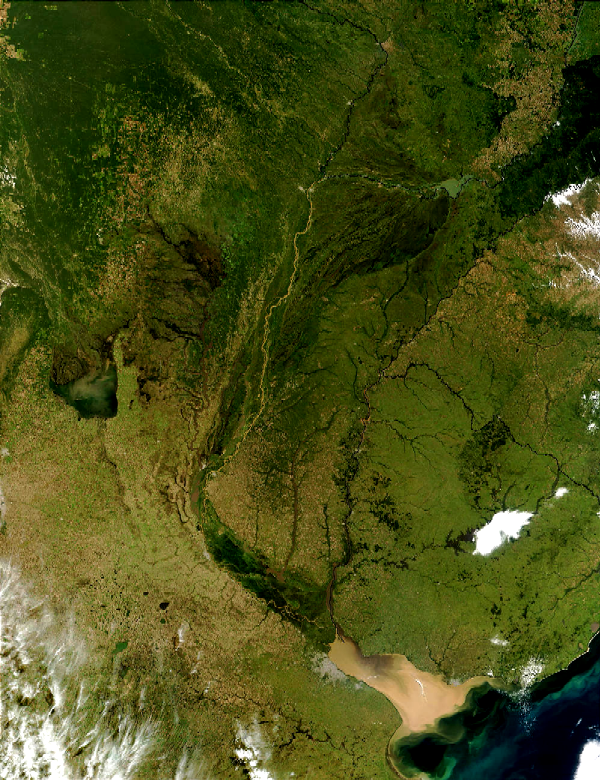
Foto satelital durante las inundaciones de mayo de 2003. La provincia de Entre Ríos abarca el centro-sud, o en este caso, lo que es lo mismo: la parte continental central y casi sureña (más al sur están los partidos septentrionales de provincia de Buenos Aires, la Ciudad Autónoma de Buenos Aires y los departamentos australes de la República Oriental del Uruguay) de la foto satelital.

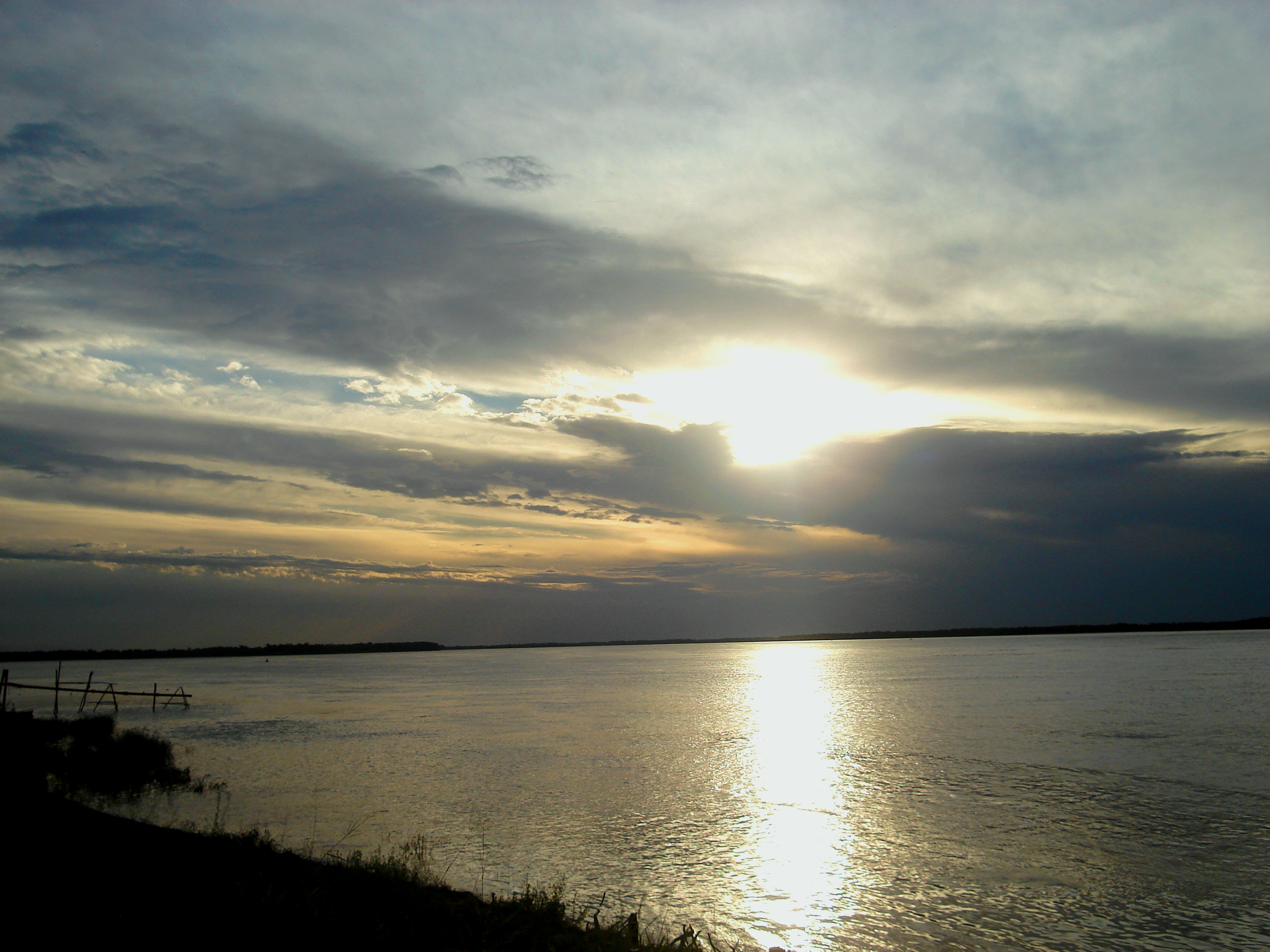
Río Paraná visto desde la ciudad de Paraná.

Con Misiones y Corrientes, Entre Ríos integra la Mesopotamia argentina, por encontrarse limitada al este y el oeste por los ríos Paraná y Uruguay.
El paralelo de Punta Gorda (Colonia) marca el comienzo del Río de la Plata hacia el sur y kilómetro cero del río Uruguay hacia el norte. Al sur de este paralelo se hallan islas entrerrianas con costas sobre el Río de la Plata integrantes de la 1° y 4° secciones insulares del Ibicuy.
Tiene un relieve llano surcado por cientos de cursos de agua, con las suaves ondulaciones de las lomadas entrerrianas mal denominadas cuchillas, aunque a diferencia de las cuchillas de la Banda Oriental no tienen un origen geológico rocoso sino que se tratan en gran medida de albardones fosilizados. Se originan en la meseta del Payubré en la provincia de Corrientes, a unos 30° de latitud sur, y ya en Entre Ríos a unos 20 o 30 km del límite se bifurcan en la cuchilla Grande (al este, extendida de norte a sur) y la cuchilla de Montiel (al oeste, de noreste a sureste). Por el valle central entre las dos cuchillas corre el río Gualeguay, que divide en dos partes a la provincia. La cuchilla Grande se bifurca hacia los 31°50′ S en dos ramales paralelos que originan el valle del río Gualeguaychú. La cuchilla de Montiel se bifurca hacia los 32° S, formándose un ramal perpendicular que llega al río Paraná en la punta Gorda del departamento Diamante, generándose un valle entre ambas ramas en el departamento Nogoyá por donde discurre el arroyo Nogoyá.
La homogeneidad del paisaje ondulado se interrumpe al sur en la zona deprimida del delta del Paraná. En el norte del departamento La Paz existe otra zona deprimida denominada Bajo del Yacaré o esteros del Yacaré. Al noreste el río Uruguay forma terrazas fluviales, sumergidas hoy en gran parte por el embalse de Salto Grande. Durante el plegamiento andino se crearon líneas de falla por donde corren longitudinalmente los ríos Gualeguaychú, Gualeguay y el arroyo Nogoyá.
Entre Ríos es la provincia cuya mayor elevación es la más baja de las 23 provincias argentinas. Dicha elevación se encuentra en la cuchilla de Montiel, entre las localidades de Crespo y Estación Camps (32°02′52″S 60°16′52″O / -32.0477057, -60.2810093) a una altitud de 127,5 m s. n. m.
Entre Ríos posee 5 tipos de suelos:
- Molisoles, 24,36 % del territorio provincial, sobre la costa del Paraná;
- Vertisoles, 30,13 % del territorio provincial, desde los departamentos Tala y Uruguay hacia el norte;
- Alfisoles, 10,90 % del territorio provincial, en áreas elevadas y onduladas de los departamentos Feliciano, Federal, La Paz, Paraná, Tala y Villaguay;
- Entisoles, 8,33 % del territorio provincial, en el noreste, en una franja paralela al río Uruguay hasta Concepción del Uruguay y en el delta inferior;
- Inceptisoles, 5,77 % del territorio provincial, en los valles de los ríos Gualeguay, Gualeguaychú y Feliciano;
- Mezcla de entisoles e inceptisoles, 20,51 % del territorio provincial, en el delta del Paraná.[30][31]

### Sismicidad
El 22 de octubre de 1948 se produjo un sismo entrerriano con epicentro a 90 km al sudeste de Chajarí, que tuvo fuerte repercusión en la región debido al absoluto desconocimiento de la posibilidad de existencia de estas catástrofes naturales en esta provincia.
La provincia responde a las subfallas «del río Paraná», y «del río de la Plata», y a la falla de «Punta del Este», con sismicidad baja. Sus últimas expresiones se produjeron además del de 1948, el 5 de junio de 1888 (137 años), a las 3.20 UTC-3, con una magnitud aproximadamente de 5,0 en la escala de Richter (terremoto del Río de la Plata de 1888).

### Clima

Tipos climáticos de Entre Ríos según la clasificación climática de Köppen

El clima característico es el clima subtropical sin estación seca y el clima pampeano. La provincia entrerriana es recorrida por vientos provenientes del océano Atlántico, además de vientos locales como el Pampero, la Sudestada y el Viento Norte. Cuenta con precipitaciones abundantes con un promedio de 1000 mm anuales siempre en forma de lluvia pues no se registran nevadas. La temperatura promedio en verano es de 30 °C; desde noviembre a marzo. En el invierno la temperatura es de 8 °C promedio; desde junio a octubre. En esta zona del oeste de Entre Ríos las temperaturas son algo distintas a la de la zona este de la provincia, dado que en esta las temperaturas en verano suben a un pico de 41 °C, mientras que en invierno suelen ocurrir heladas y temperaturas que bajan por debajo de 0 °C. Los inviernos suelen ser bastante fríos (aunque no gélidos) con heladas y nieblas matutinas continuas muy comunes. Los registros de nevadas son muy escasos en los últimos 100 años: el 20 de junio de 1915 en el departamento Paraná, en el departamento Gualeguaychú los días 15 de junio de 1918 y 16 de julio de 1962, el 11 de agosto de 1936 en Gualeguay, Tala y el centro sur de la provincia, y el 9 de julio de 2007 en Gualeguay.

### Recursos hídricos

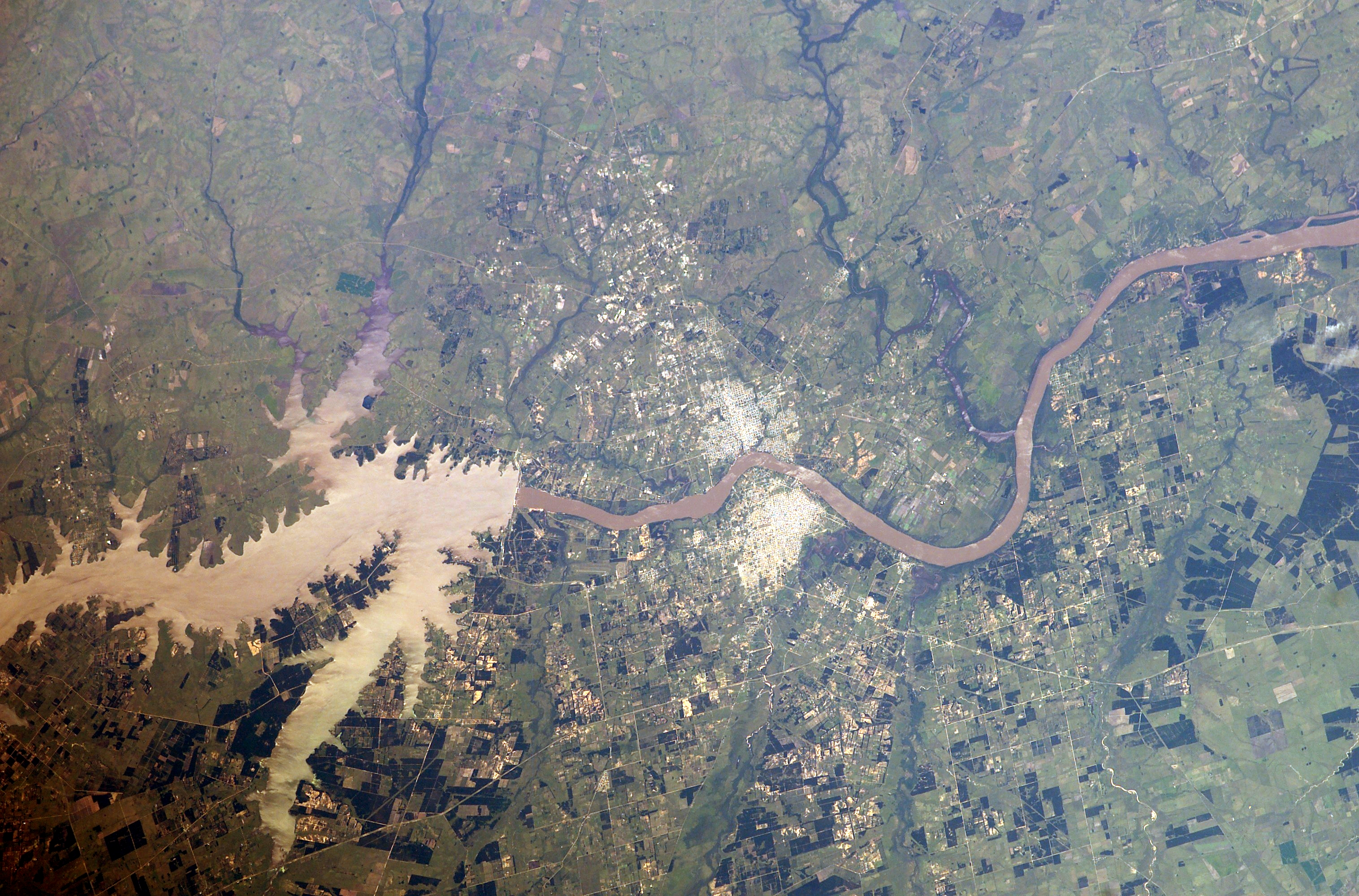
Represa de Salto Grande.

El nombre de la provincia refleja el hecho de que sus límites están dados por ríos o arroyos:
- al oeste y sur, el río Paraná
- al norte el Guayquiraró, el Mocoretá y los arroyos Basualdo y Tunas.
- al este, el río Uruguay. Desde el límite con Corrientes hasta pocos kilómetros, al norte de Concordia, se encuentra el embalse de Salto Grande.

Hacia el sur se halla el Delta del Paraná con terrenos bajos y formación de islas.
En total la provincia cuenta con 41 790 kilómetros de ríos y arroyos. Además de 7736 cursos de agua interiores.

### Infraestructura ferrovial

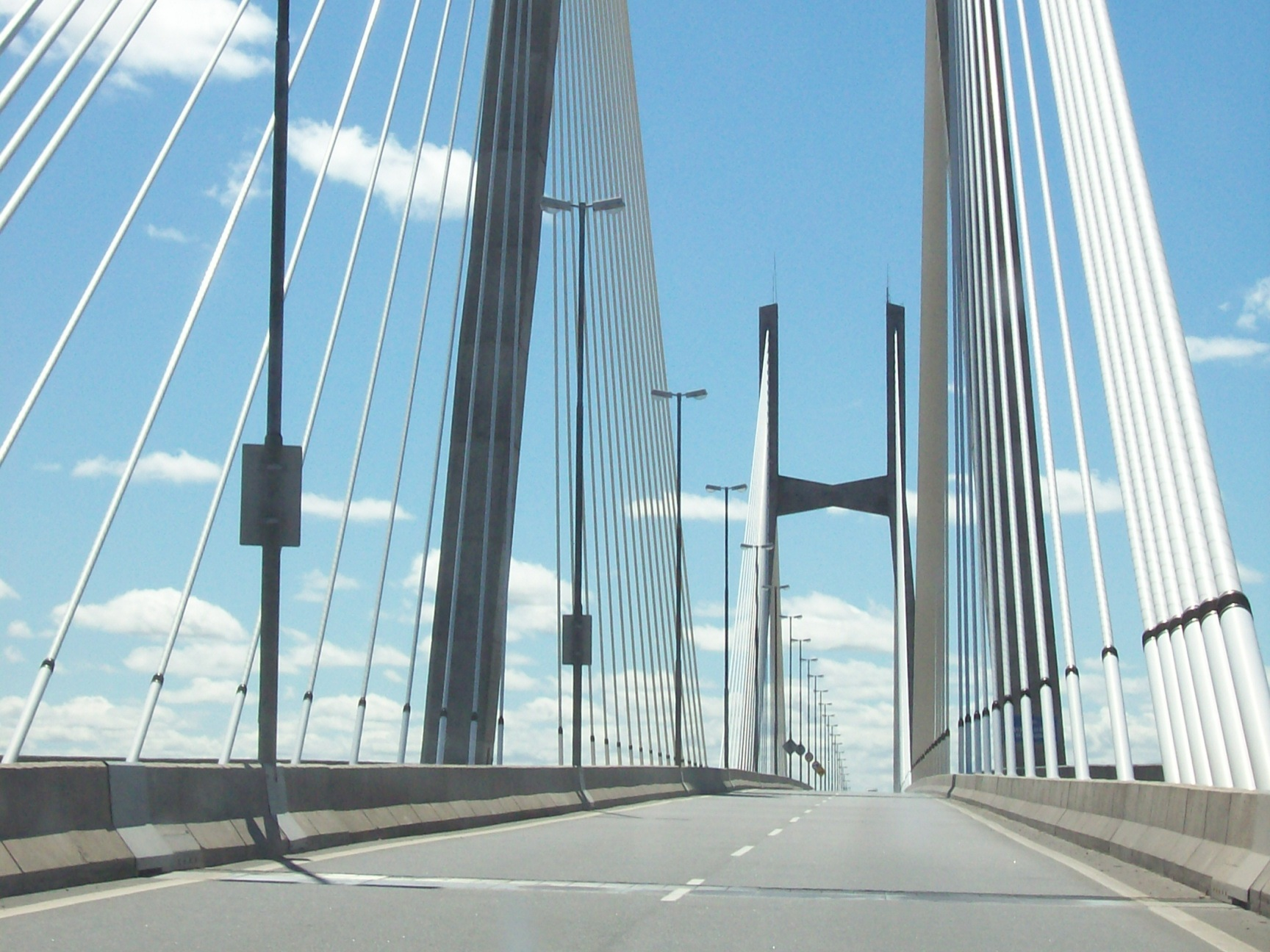
Puente Victoria - Rosario.

Entre Ríos está en un corredor estratégico del Mercosur y de la conexión bioceánica sudamericana. Dado que la provincia está rodeada por ríos en todos sus límites, los puentes revisten una gran importancia para la comunicación vial de la provincia con el exterior. Tres puentes unen a la provincia con la República Oriental del Uruguay, por sobre el río Uruguay. Uno de ellos es el paso internacional "Gualeguaychú-Fray Bentos", que mediante el Puente Libertador General San Martín une la ciudad de Gualeguaychú con la ciudad uruguaya de Fray Bentos. El Puente General Artigas une a la ciudad de Colón con la ciudad uruguaya de Paysandú. Hay también un puente ferrovial sobre la Represa de Salto Grande, que une Concordia con Salto en Uruguay.
Entre los cruces del río Paraná se encuentra el Túnel subfluvial Raúl Uranga-Carlos Sylvestre Begnis (antes llamado Hernandarias), con una extensión de 2.397 metros bajo el río. Por su parte, el puente Rosario-Victoria une Victoria con la ciudad de Rosario. El Complejo Ferrovial Zárate-Brazo Largo, formado por dos puentes sobre los ríos Paraná Guazú y Paraná de las Palmas, denominados General Urquiza y General Mitre respectivamente, es la principal unión de Entre Ríos con Buenos Aires.
En el límite con Corrientes, hay tres puentes que cruzan el río Guayquiraró en los pasos Telégrafo, Ocampo y Yunque (este último destruido en 2000 por una creciente del río), y uno carretero y otro ferroviario que cruzan el río Mocoretá. Otros dos puentes atraviesan el arroyo Tunas y el ramal ferroviario Diamante-Crespo-Federal-Curuzú Cuatiá del Ferrocarril General Urquiza pasa por el límite seco entre ambas provincias.
El trazado de rutas es muy importante para la actividad agropecuaria de la provincia, ya que es la principal forma de traslado de la producción. En total hay 2491 km de rutas pavimentadas, destacándose las rutas nacionales 12, 14 (ruta del Mercosur), 18 y 127 y las provinciales 11, 6 y 39.
En cambio, el ferrocarril disminuyó su importancia y en la actualidad realiza servicios de carga el ramal Posadas-Buenos Aires. Servicios de traslados de pasajeros han vuelto a implementarse de modo incipiente en ese ramal y en otros internos de la provincia. Hay un total de 2000 km de vías de trocha media, correspondientes a Ferrocarril General Urquiza.

### Flora

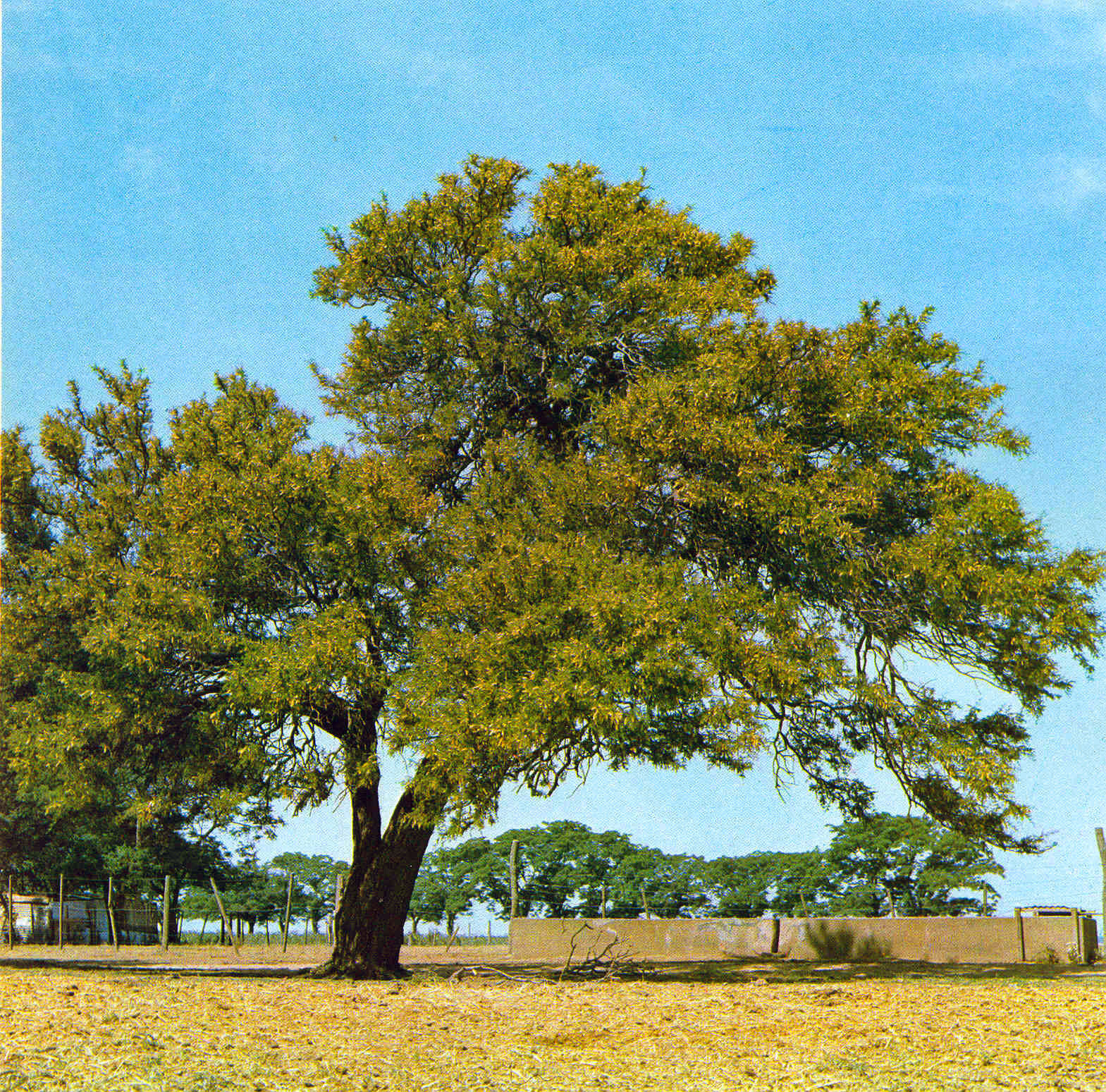
Árbol ñandubay.

La vegetación de la provincia comprende Montes en la zona centro y noroeste, formados entre otras especies por el ñandubay, el algarrobo, el espinillo, el chañar, el tala, el molle, el lapacho y el timbó. En el Delta del Paraná se encuentran los Montes Blancos, formados por otras especies arbóreas como el sauce criollo, el colorado o de la costa; el álamo criollo, el Carolina y de Canadá, los ceibos, curupiés, canelones, laureles criollo, ingáes, palo amarillo y falsos alisos. En Colón y Concordia crecen palmeras conocidas como yatay. Los ríos y lagunas disponen de flora acuática como el irupé, el repollito de agua, camalotes y achiras. El sector forestal se encuentra actualmente en crecimiento, si bien tiene aún poco peso dentro del conjunto del país. La provincia destinó 91 000 hectáreas, en su mayor parte junto al río Uruguay, y los principales árboles utilizados son el eucalipto, el pino y las salicáceas. La industria está acompañada también por una infraestructura de aserraderos y establecimientos procesadores de maderas.

#### Fitogeografía

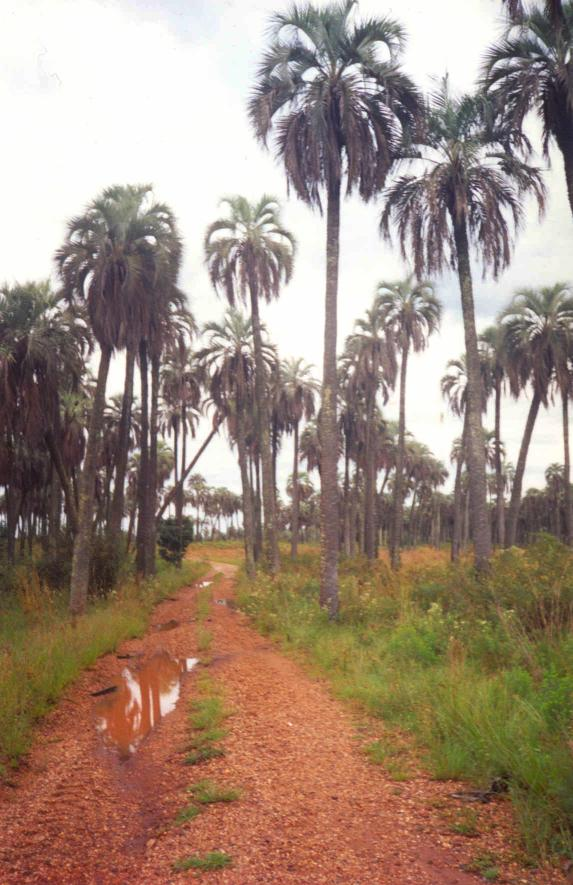
El parque nacional El Palmar es con 8500 hectáreas un inmenso territorio protegido con abundantes ejemplares de palmeras yatay. El parque atrae a miles de turistas anualmente.

De acuerdo a la clasificación presentada por Ángel Lulio Cabrera en su libro de 1976 Regiones Fitogeográficas Argentinas, fitogeográficamente Entre Ríos hace parte de la región Neotropical y se distribuye su territorio entre el dominio Amazónico y el dominio Chaqueño. Pertenecen al dominio Amazónico las selvas en galería que bordean a los arroyos y ríos, las islas y el delta del río Paraná y las islas del río Uruguay, que integran el distrito fitogeográfico de las Selvas Mixtas de la provincia fitogeográfica Paranaense. Dos provincias fitogeográficas del dominio Chaqueño se distribuyen por el territorio entrerriano: la provincia fitogeográfica del Espinal (mitad norte de Entre Ríos) y la provincia fitogeográfica Pampeana (parte sur de Entre Ríos fuera del dominio Amazónico). El Espinal comprende dos subdistritos: el subdistrito fitogeográfico de la selva de Montiel (dentro del distrito fitogeográfico del Ñandubay) y el subdistrito fitogeográfico del Tala (dentro del distrito fitogeográfico del Algarrobo). La Pampeana forma el distrito fitogeográfico Uruguayense.

### Fauna
La fauna de Entre Ríos se encuentra protegida de la depredación por los ríos que rodean a la provincia, así como también por límites establecidos a la caza y pesca de las especies.
Las aves se presentan en los lagos, ríos y arroyos, entre ellas hay zancudas, cigüeñas, el tutuyú coral, la garza mora, las bandurrias, cuervillos y espátulas, así como también palmípedas, patos, biguás y cisnes. Entre los pájaros más comunes se pueden encontrar el pirincho, el urutaú, cardenales, martín pescador, biguá y el carpintero. Hay reptiles como yacarés, iguanas y lagartijas, y ofidios como serpientes de coral, boas, cascabeles y yararás.
Entre los mamíferos hay carpinchos, hurones, zorros del monte, guazunchos, lauchas, mulitas, peludos y comadrejas; y entre las más de 200 especies de peces se puede mencionar al armado, surubí, patí, dorado, sardina, sábalo, manduví, anamengüí, boga, pacú y dientudo. La construcción del túnel subfluvial que une las provincias de Entre Ríos con Santa Fe, trajo aparejado la desaparición del pacú en la zona del Riacho Victoria. Se cree que una de las causas es la sensibilidad de esta especie, al ruido que provoca el intenso tránsito de esta obra vial en el curso que este pez debía atravesar para llegar a esas zonas.

### Áreas naturales protegidas

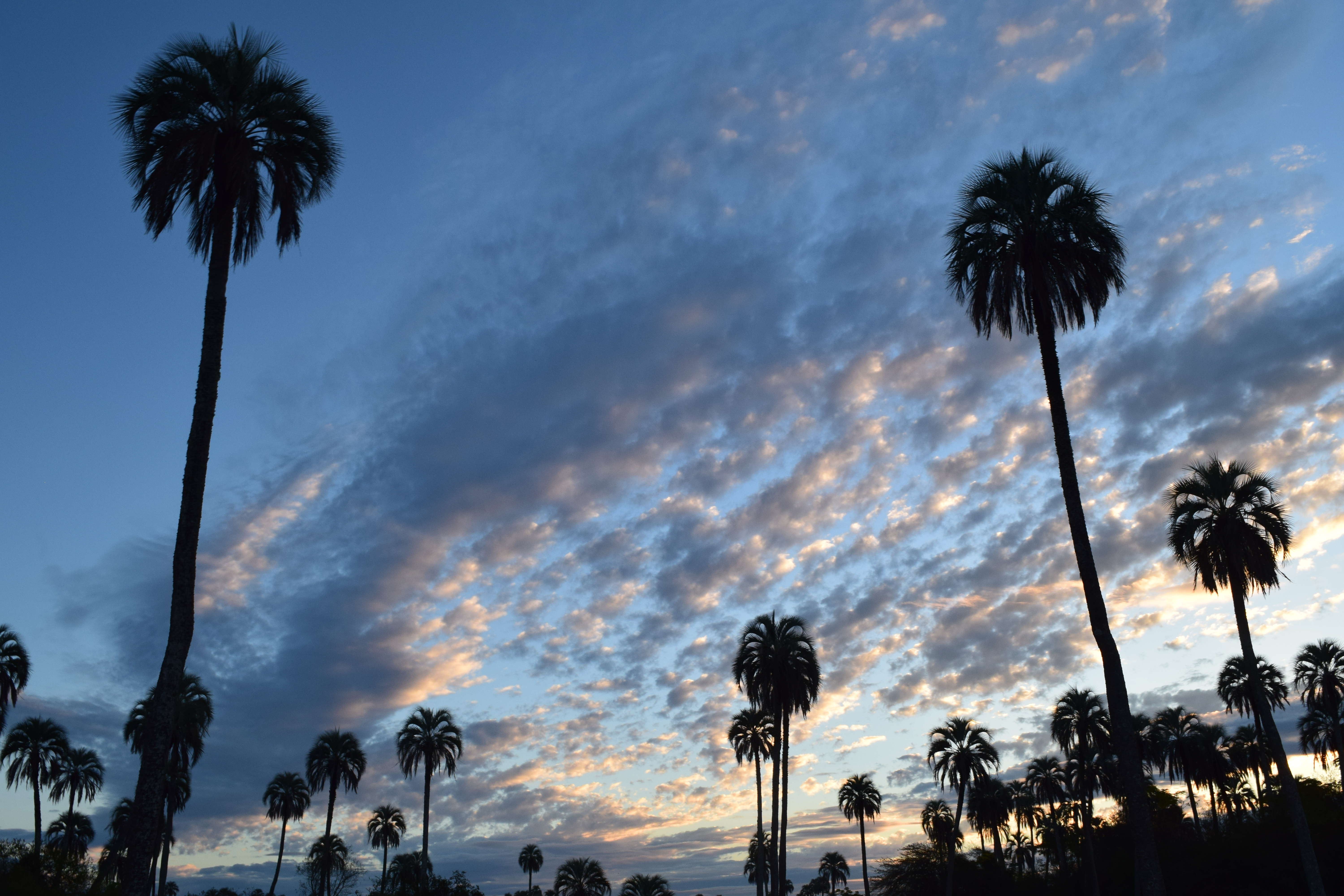
Atardecer en el parque nacional El Palmar.

Existen en la provincia más de 40 áreas naturales protegidas, incluyendo dos parques nacionales, un sitio Ramsar y 2 reservas ícticas intangibles.
- Parque nacional El Palmar[45] (Departamento Colón, 8200 ha. Creado el 23 de enero de 1966)
- Parque nacional Predelta[46] (Departamento Diamante, 2458 ha. Creado el 13 de enero de 1992)
- Sitio Ramsar Palmar Yatay, ubicado en los departamentos Colón y San Salvador. 21 450 ha. Declarado el 5 de junio de 2011.

### Ubicación geográfica
| Noroeste: Santa Fe | Norte: Corrientes | Nordeste: Uruguay |
| Oeste: Santa Fe    |                   | Este: Uruguay     |
| Suroeste: Santa Fe | Sur: Buenos Aires | Sureste: Uruguay  |

## División territorial

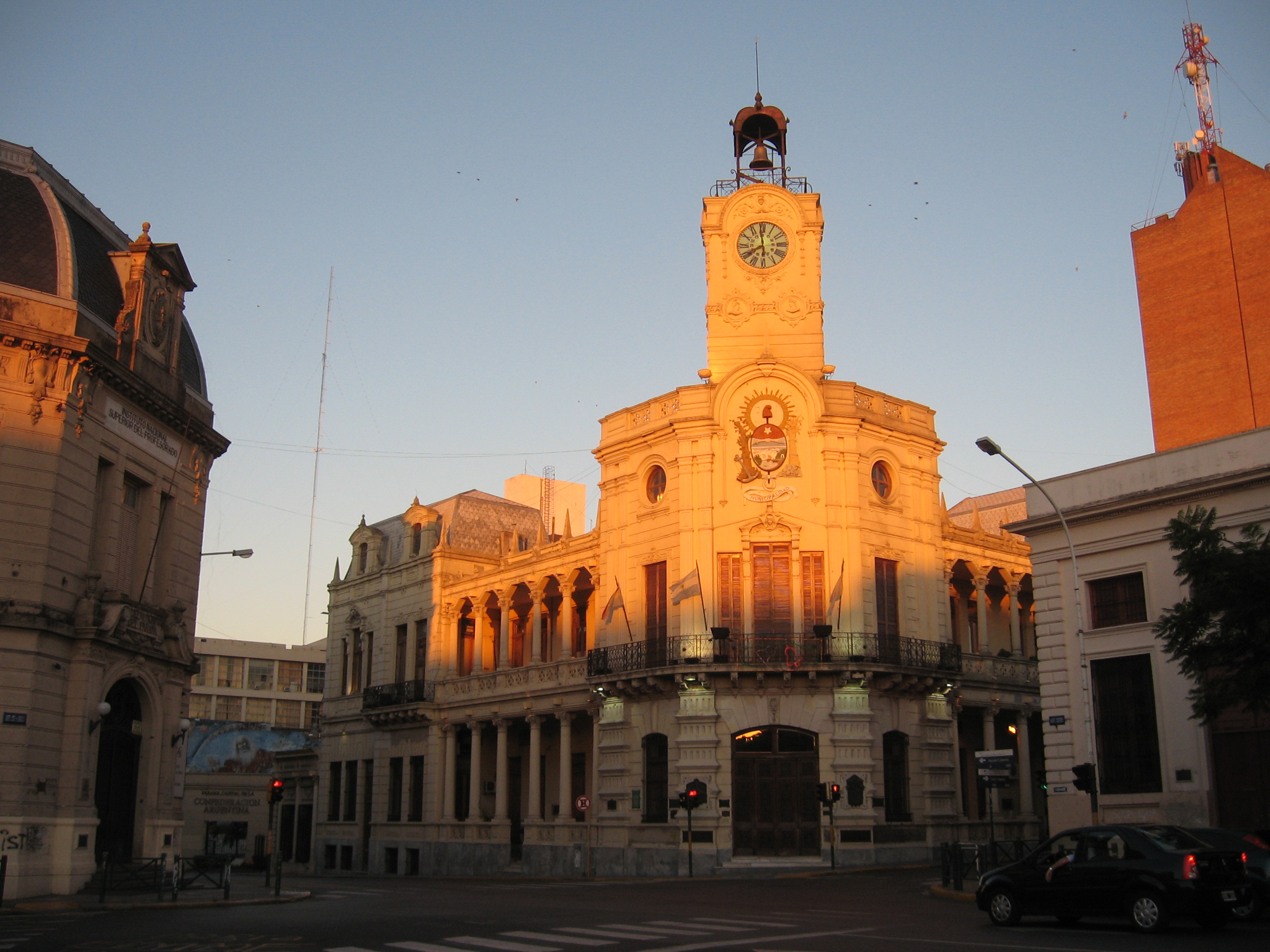
Palacio Municipal de Paraná.

La reforma de la Constitución Provincial en 2008, reconoció la autonomía municipal consagrada en la Constitución Nacional de 1994. En la constitución provincial correspondiente a la reforma de 1933, los municipios entrerrianos eran entes autárquicos no autónomos. La provincia utiliza el sistema de ejidos no colindantes para sus municipios, por lo que existen territorios no organizados en los intersticios entre municipios y juntas de gobierno, los habitantes de los cuales quedan privados de los servicios prestados por los gobiernos locales.
Los departamentos entrerrianos no son divisiones administrativas organizadas ya que no tienen ningún órgano de gobierno, su propósito es servir a la descentralización de la administración provincial. Existen jefaturas departamentales de la Policía de Entre Ríos, direcciones departamentales de escuelas y de otros órganos descentralizados. También sirven como distrito electoral para el Senado provincial, eligiéndose un senador por cada departamento.
Para los propósitos catastrales, los departamentos se subdividen completamente en distritos, los cuales son independientes de los ejidos de los municipios y juntas de gobierno que pueden comprender todo o parte de uno o más distritos. La mayor parte de las islas del Delta del Paraná se agrupan en secciones.
Desde la creación del Departamento San Salvador, la provincia se encuentra dividida en diecisiete departamentos, cuyos nombres según la Constitución provincial son los siguientes:

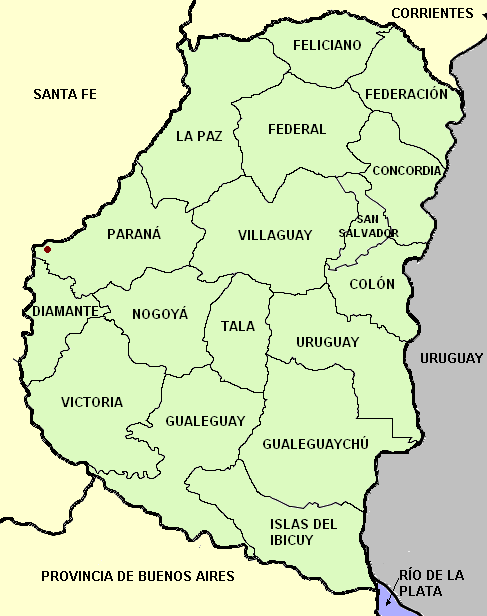
División administrativa de la provincia de Entre Ríos y su capital.

| Departamento     | Cabecera               | Superficie | Población |
| ---------------- | ---------------------- | ---------- | --------- |
| Colón            | Colón                  | 2893 km²   | 62.160    |
| Concordia        | Concordia              | 3357 km²   | 170.033   |
| Diamante         | Diamante               | 2774 km²   | 46.361    |
| Federación       | Federación             | 3760 km²   | 68.736    |
| Federal          | Federal                | 5060 km²   | 25.863    |
| Feliciano        | San José de Feliciano  | 3143 km²   | 15.079    |
| Gualeguay        | Gualeguay              | 7178 km²   | 51.883    |
| Gualeguaychú     | Gualeguaychú           | 7086 km²   | 119.897   |
| Islas del Ibicuy | Villa Paranacito       | 4500 km²   | 12.077    |
| La Paz           | La Paz                 | 6500 km²   | 66.903    |
| Nogoyá           | Nogoyá                 | 4282 km²   | 39.026    |
| Paraná           | Paraná                 | 4974 km²   | 340.861   |
| San Salvador     | San Salvador           | 1275 km²   | 17.357    |
| Tala             | Rosario del Tala       | 2663 km²   | 26.665    |
| Uruguay          | Concepción del Uruguay | 5855 km²   | 100.728   |
| Victoria         | Victoria               | 6822 km²   | 35.767    |
| Villaguay        | Villaguay              | 6654 km²   | 48.965    |

### Microrregiones
La Constitución de Entre Ríos en su artículo 75 fomenta el asociativismo dentro de su territorio.

Fomentará la creación de regiones o microrregiones dentro de su territorio, atendiendo características de comunidad de intereses, afinidades poblacionales y geográficas, para posibilitar un desarrollo económico y social sustentable.

Actualmente existen dos microrregiones que cuentan con estatutos y autoridades comunes:
- Mancomunidad de Municipios «Tierra de Palmares», creada en 2009 y conformada por los municipios y juntas de gobierno de los departamentos Colón y San Salvador.[49]

- Microrregión del «Paraná Medio», que agrupa a los municipios de La Paz, Santa Elena, Bovril, Piedras Blancas, San Gustavo, San José de Feliciano y Federal, y las localidades de Sauce y Esquina en el sur de la Provincia de Corrientes.[50]

- Microrregión «Crespo y Aldeas aledañas», La microrregión Crespo y Aldeas aledañas —MiCrA— así definida comprende un territorio cercano a las 70.000 hectáreas en la confluencia de los departamentos Paraná, Diamante y Nogoyá de la provincia de Entre Ríos. Está conformada por la ciudad de Crespo y las aldeas de San Miguel, Santa Rosa, San Rafael, Racedo, Camps, Reffino y Merou, con sus respectivas áreas de influencia rural.[51]

### Región Centro
Las provincias de Córdoba y de Santa Fe firmaron el 15 de agosto de 1998 el Tratado de Integración Regional entre las Provincias de Córdoba y de Santa Fe "con el fin de promover el desarrollo económico y social en virtud de lo establecido en el Art. 124 de la Constitución Nacional y el desarrollo humano, la salud, la educación, la ciencia, el conocimiento y la cultura..."
El 6 de abril del año 1999 se firmó el Acta de Integración de la Provincia de Entre Ríos al Tratado de Integración Regional con lo que quedó configurada la Región Centro con la composición que tiene en la actualidad.

## Población

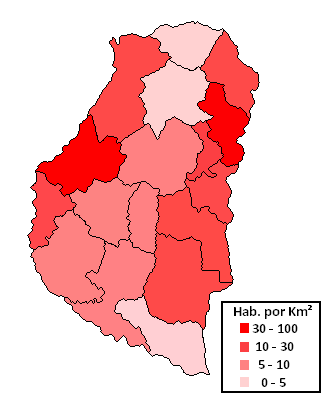
Densidad poblacional de la provincia de Entre Ríos.

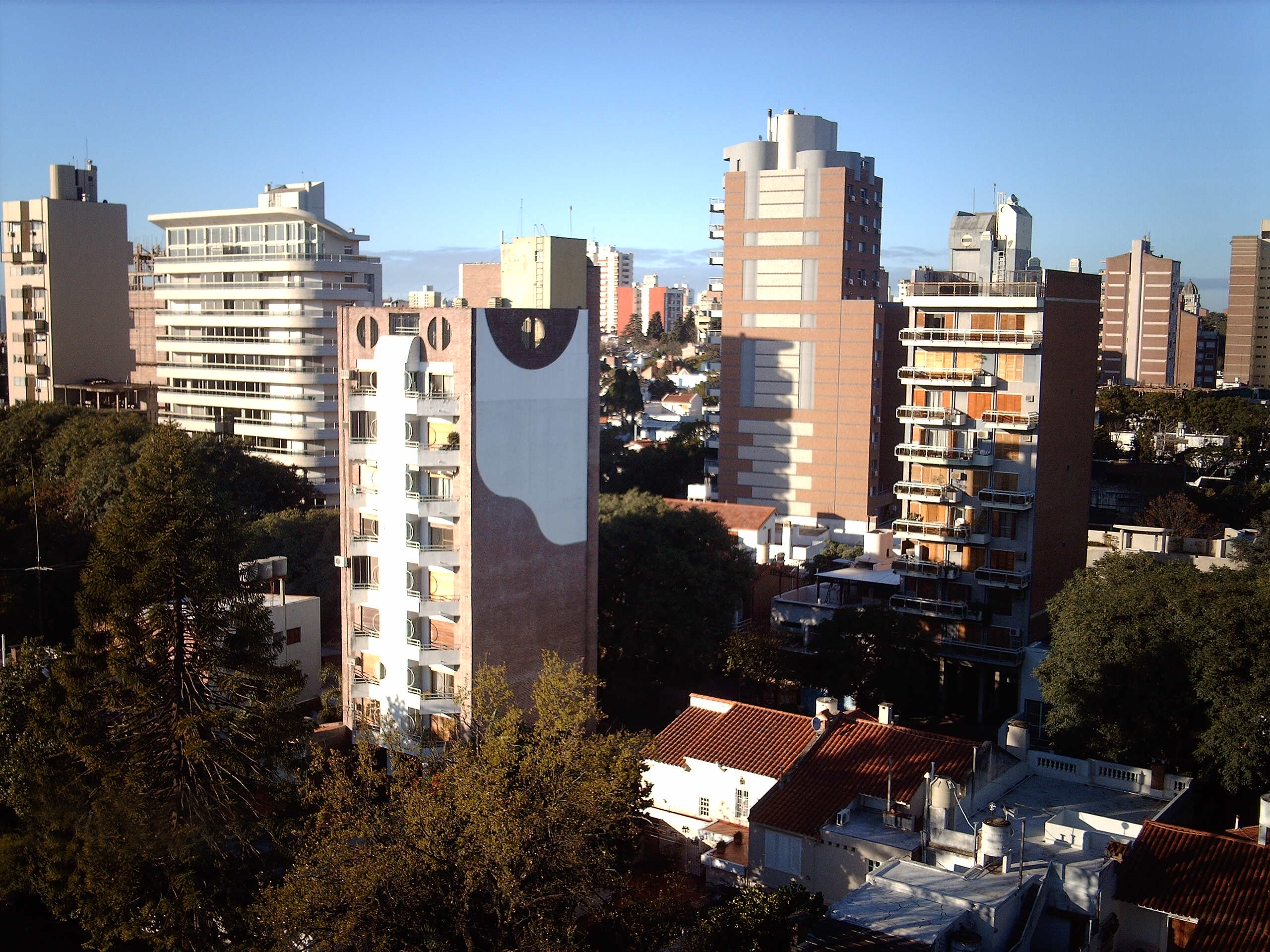
Edificios de la ciudad de Paraná, la ciudad de mayor población de Entre Ríos.

Evolución histórica de la población provincial:
- 1797: 11.600 hab.[53]
- 1820: 30 000 hab.[54]
- 1847: 30 000 hab.[55]
- 1853: 70.000 hab.[55]
- 1869: 134.271 hab.[56]
- 1895: 116.136 hab.[57]
- 1914: 425.373 hab.[58]
- 1947: 787.362 hab.[58]
- 1960: 805.357 hab.[58]
- 1970: 811.691 hab.[58]
- 1980: 908.313 hab.[58]
- 1991: 1.020.257 hab.[58]
- 2001: 1.156.799 hab.[58]
- 2010: 1.236.300 hab.[58]

El censo del 2001 mostró también una población urbana de 951.796 habitantes, y una población rural de 205.003. Dicha población rural comprende un 17,72% de la población total, la cual registra una pendiente negativa a lo largo de los diversos censos realizados.
La cantidad de extranjeros residentes en la provincia es de 8.110 personas (0,7%), la mayor parte de ellos provenientes de países limítrofes, principalmente Uruguay.
La cantidad de hogares con necesidades básicas insatisfechas alcanza al 14,7% de la población, por debajo del promedio nacional (17,7%). Las Islas del Ibicuy y Feliciano son los departamentos con mayores carencias, alcanzando el 36,3% y 28,8% respectivamente.
A fines de 2007, en los aglomerados de Concordia y Gran Paraná había un 6,7% y un 5,8% de desocupación, así como un 7,9% y un 4,9% de subocupación demandante respectivamente, por debajo de los índices respectivos nacionales, que alcanzaron 8,1% y 5,8%.

### Principales centros urbanos
A diferencia de otras provincias argentinas, la población de la provincia de Entre Ríos no se encuentra concentrada en un centro urbano principal. Los diez municipios más poblados de la provincia son:

## Economía

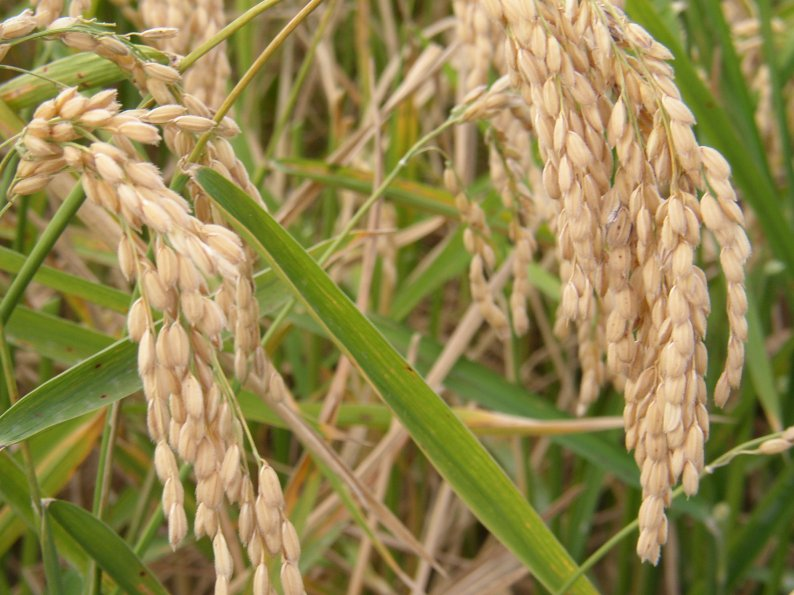
En la provincia se industrializa casi el 80 % del arroz argentino.

La actividad económica de la provincia se sustenta principalmente en la agricultura, la ganadería y el turismo y en menor medida en la minería y la industria.
- Actividad agrícola: se caracteriza por el cultivo de arroz, soja, trigo, maíz, cítricos, arándanos, nueces de pecán y la forestación de eucaliptus. Es la primera productora nacional de mandarinas, naranjas y nueces de pecán, y la segunda de pomelos. En cuanto a su producción de arroz, era la primera, hasta 2002, que fue superada por Corrientes.[66]
- Actividad ganadera: hay un claro predominio del sector vacuno y avícola. En menor escala está la producción de ovinos. La actividad ganadera obtuvo un impulso cuando la provincia fue declarada libre de aftosa.
- Actividad industrial: tiene un fuerte vínculo con el sector agropecuario, destacándose la elaboración de alimentos y bebidas, molinos harineros, molinos arroceros y frigoríficos. También existen industrias relacionadas con la madera, los productos químicos, la metalurgia y las maquinarias.

Entre Ríos es origen de aproximadamente del 2,3 % de las exportaciones totales de la Argentina. Sus principales mercados destino son China (14 %), Brasil (12 %) y Chile (8 %).
Las principales fuentes energéticas de la provincia son la electricidad y el gas. La producción eléctrica se origina en la Represa Salto Grande. Dicha represa fue el primer complejo hidroeléctrico binacional de Latinoamérica, y provee de electricidad tanto a la Argentina como al Uruguay. El suministro gasífero se debe a la conexión con el Gasoducto Subfluvial que cruza el río Paraná y continúa con el Gasoducto Troncal Entrerriano, una obra a cargo de la empresa Gas del Norte S.A.-

## Turismo

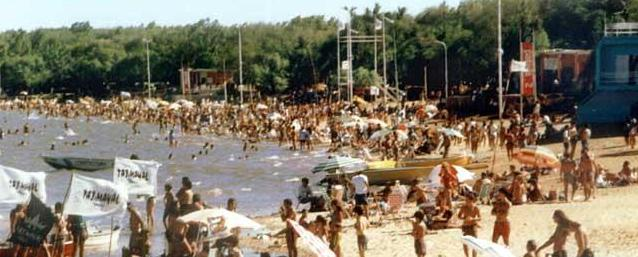
Balneario sobre el Río Uruguay.

Entre Ríos actualmente tiene como uno de sus ejes de desarrollo a la actividad turística, es el noveno destino más visitado a nivel nacional. Sus principales atractivos turísticos son los complejos termales, el turismo rural, la pesca deportiva, el turismo aventura y los carnavales. La provincia promociona en total diez productos turísticos que desarrolla en su sitio web oficial de actualización diaria, garantizando la calidad y veracidad de los datos e información allí brindados.
Las siguientes localidades cuentan con balnearios habilitados sobre ríos o arroyos con servicios para el turista y la mayoría además ofrece la práctica de actividades náuticas: Concepción del Uruguay, Colón, San José (1° Playa de río del país certificada en calidad), Concordia, Federación, Santa Ana, Gualeguaychú, Victoria, Diamante, Villa Elisa, Villaguay, Valle María y Villa Urquiza.

Asimismo, la provincia cuenta con numerosos sitios de interés histórico; entre los que se destaca el Palacio San José, que fuera residencia de Justo José de Urquiza.

Los complejos termales se encuentran en diversas localidades: Concepción del Uruguay, Concordia, La Paz, Federación, Colón, Villa Elisa, Chajarí, María Grande, San José, Victoria, Gualeguaychú, Basavilbaso, Diamante y Villaguay.

En varias ciudades se realizan los festejos de carnaval durante los meses de verano, presentando comparsas por la calle y en los corsódromos. Los más destacados son los de Gualeguaychú - Carnaval del País, Gualeguay, Victoria, Concepción del Uruguay, Santa Elena, Gualeguay, Concordia, Chajarí y Hasenkamp.

La pesca deportiva con devolución se practica en Concordia, Puerto Yeruá, Federación, Colón, Paraná, Hernandarias, Pueblo Brugo, Piedras Blancas, La Paz, Santa Elena, Victoria, Diamante, General Alvear y Villa Paranacito

Otros productos turísticos:
- turismo rural
- turismo aventura
- golf
- avistaje de aves
- eventos y convenciones

## Cultura

### Idiomas
Antes de la llegada de los europeos hace aproximadamente 450 años, el territorio que actualmente corresponde a la provincia de Entre Ríos estuvo poblado por diversos pueblos indoamericanos, casi siempre en guerra entre ellos. Entre tales etnias se destacaron los minuanes, chanás y guenoas. No obstante, esos pueblos ya habían sido invadidos y transculturados por los guaraníes procedentes de la Amazonia poco antes de la llegada de los primeros españoles. Esto y el uso del idioma guaraní como lengua vehicular ha hecho que aún hoy, tal como ocurre en Paraguay, la mayor parte de la toponimia y las denominaciones vulgares de animales y vegetales nativos sean derivadas del guaraní.
Sin embargo, la incorporación de estos territorios al Imperio español, la imposición del idioma español e incluso la consecuente llegada de colonos oriundos de España e hispanoparlantes desde el siglo XVII, hizo que este idioma terminara prevaleciendo, con algunas variaciones dialectales locales. Este hecho, además, se vio reforzado tras la independencia de Argentina, dado que los miembros de la elite criolla, generalmente hijos de españoles peninsulares o incluso nacidos en la España peninsular, establecieron este idioma como el oficial de Argentina y continuaron imponiendo el español incluso a otros europeos llegados al país.
En ese respecto, la llegada de inmigrantes europeos desde fines del siglo XIX y comienzos del XX, durante lo que se conoce como Gran inmigración europea en Argentina, también ha dejado rasgos lingüísticos únicos en Entre Ríos. Dicha provincia concentra, por ejemplo, una alta proporción de descendientes de alemanes del Volga.

### Literatura

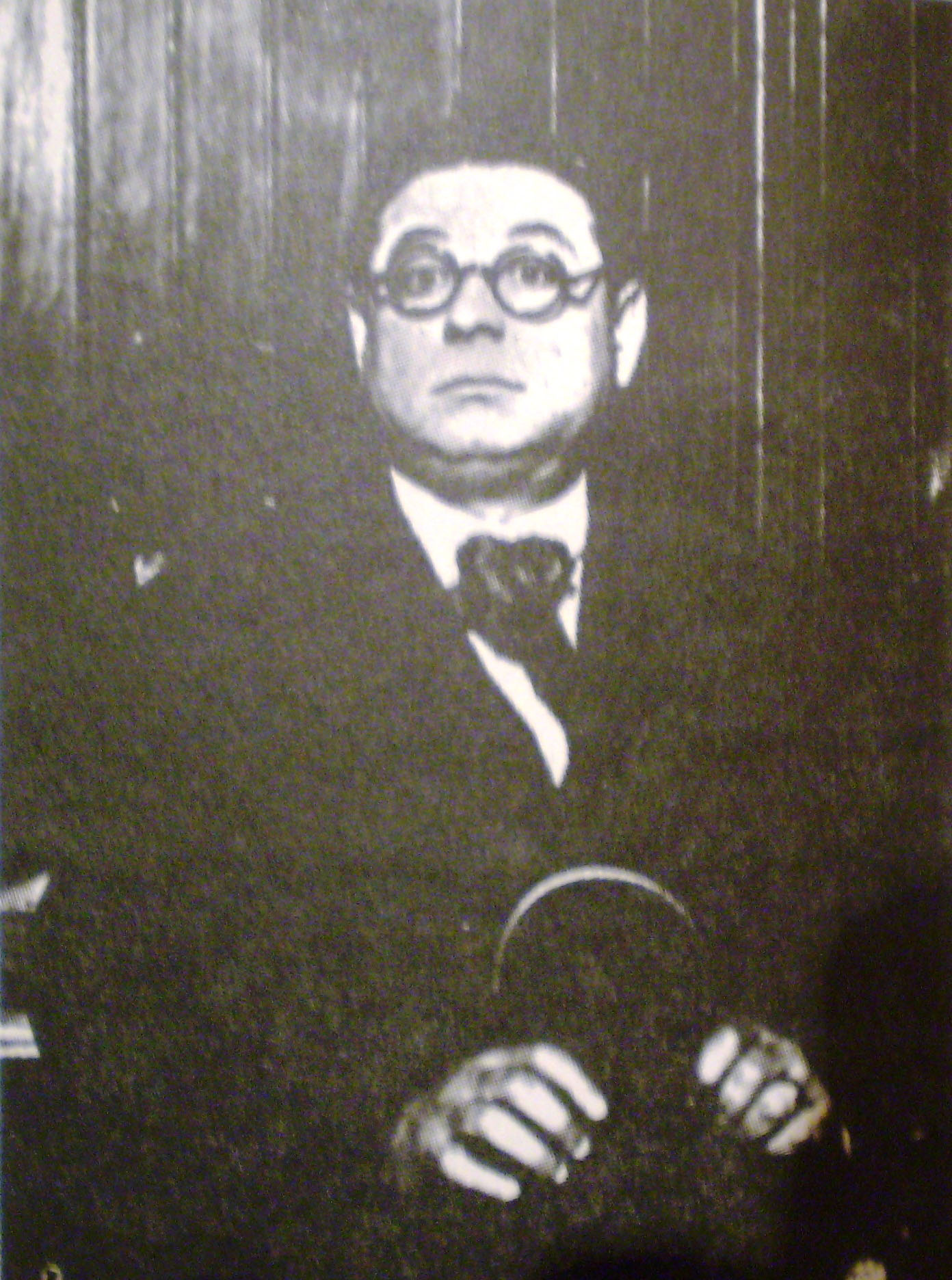
Alberto Gerchunoff (1883-1950). Escritor y periodista ruso-entrerriano. Como muchos otros judíos huyendo del antisemitismo en Europa, se radicó de niño en una colonia agrícola cerca de Villaguay. Escribió clásicos como Los gauchos judíos y Entre Ríos, mi país.

Entre los artistas entrerrianos que se han destacado sobresalen escritores como Martiniano Leguizamón, Alberto Gerchunoff (Los gauchos judíos; Entre Ríos, mi país), Fray Mocho, Isidoro Blaisten, Fermín Chávez, Arturo Sampay, Juan José Segura, María Esther de Miguel, los poetas Evaristo Carriego, Juan L. Ortiz, Carlos Mastronardi y Manuel Gálvez, y escultores como Roberto Aizenberg.

### Música
Dentro de los ritmos propios de esta provincia se destacan EL Chamamé, la Polca y la Chamarrita, estos ritmos son el resultado del mestizaje de los Guaraníes con los invasores españoles así como también de los esclavos llegados desde África e incluso una pequeña influencia de los flujos migratorios llegados a esta provincia.

### Cine y televisión
En cine y televisión se destacan la actriz Leonor Benedetto, protagonista de grandes clásicos de la pantalla chica argentina como Rosa de Lejos, Rolando Rivas, taxista o Padre coraje; e Isabel Sarli quien se destacó en el cine erótico latinoamericano hasta la década de 1980. Otros actores provenientes de la provincia son Luis Albornoz, Domingo Alzugaray, Alberto Anchart (padre), Tono Andreu, Beatriz Bonnet, Guillermo Bredeston, Evangelina Massoni, Camila Quiroga, Osvaldo Terranova, Tilda Thamar, Flavio Mendoza y Julián Serrano. Por el lado del cine, se puede mencionar a los directores Fernando Ayala, Andrea Abdala, José María Fernández Unsáin, Claudio Martínez Paiva y Celina Murga y al director de Arte, Abel Facello.

### Museos

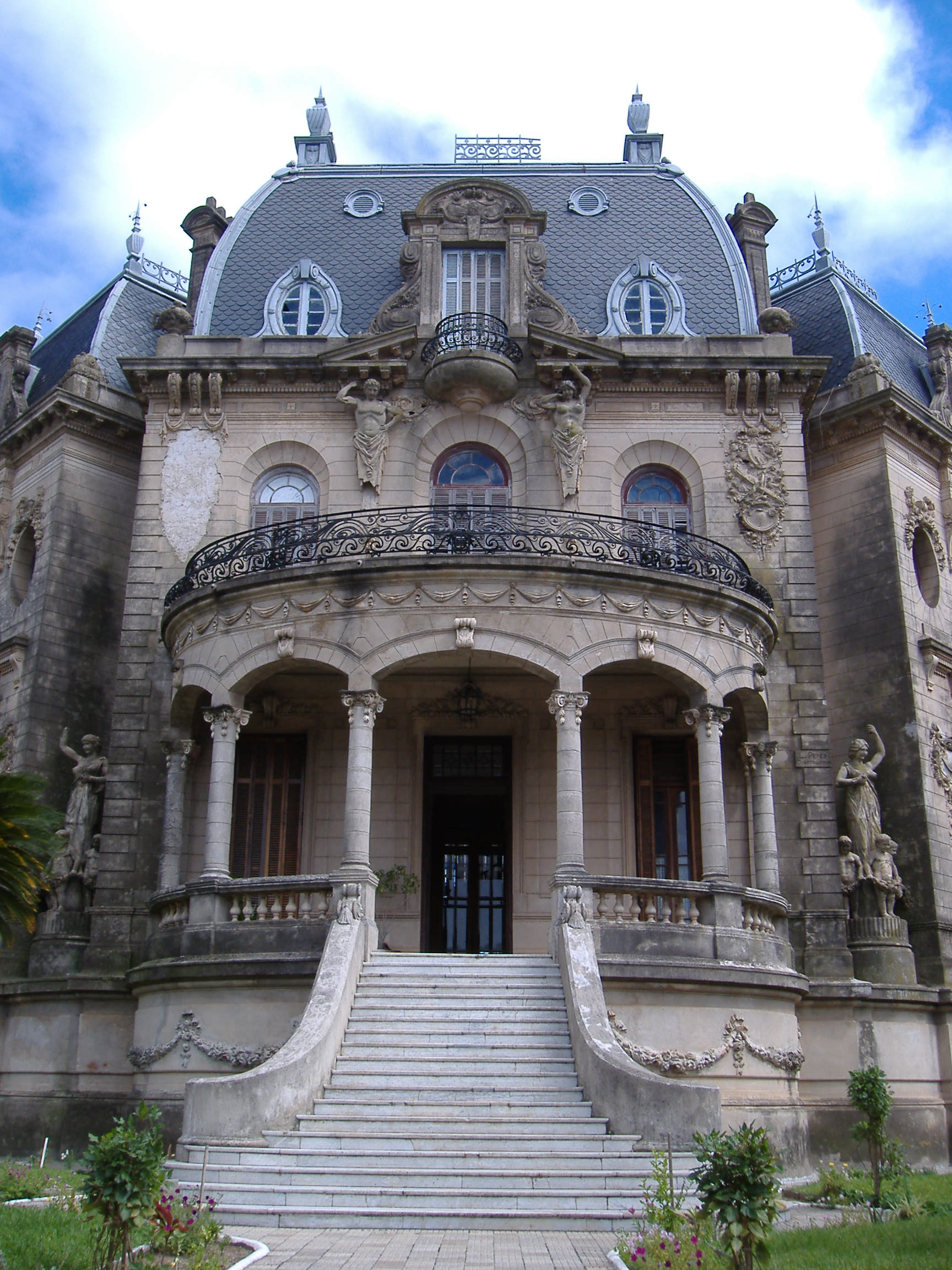
Palacio Arruabarrena, antigua sede de un comando del Ejército Argentino, es ahora un museo.

La provincia de Entre Ríos cuenta con varios museos provinciales, dedicados a áreas específicas. La historia de la provincia se ve reflejada en el Museo Histórico Martiniano Leguizamón, creado en 1923 en la ciudad de Paraná. Cuenta con una biblioteca de más de 40 000 libros, y una gran cantidad de piezas de gran valor histórico, testimonial, bibliográfico y documental, tales como objetos de platería criolla, armas blancas y de fuego y numismática. Las artes plásticas son homenajeadas en el Museo de Bellas Artes Dr. Pedro. E. Martínez, el cual cuenta con 1400 obras y está declarado patrimonio de la ciudad de Paraná. Las ciencias naturales son la temática principal del primer museo que se fundó en la provincia, que actualmente ostenta el nombre de Museo de Ciencias Naturales y Antropológicas Prof. Antonio Serrano. Por su parte, las artesanías provinciales tienen su lugar en el Museo y Mercado de Artesanías, también situado en la ciudad de Paraná. Puede mencionarse también el Archivo General de la provincia de Entre Ríos, en donde se conservan los documentos administrativos e históricos de la provincia, y que fue creado en un principio como Archivo General de la Confederación en 1856, cuando Entre Ríos era la sede de gobierno de la Confederación Argentina.
El Palacio San José, que fuera residencia de Urquiza, es el museo más visitado de la provincia y uno de los cinco más visitados del país. El Museo Regional de la Colonia San José, el Museo Judío de Entre Ríos en Concordia y el Museo del Arroz en San Salvador, son algunos de los museos más importantes del interior provincial.
En 2018 se creó el Museo de la Memoria Popular de Gualeguaychú en la antigua estación de Ferrocarril General Urquiza.

### Educación

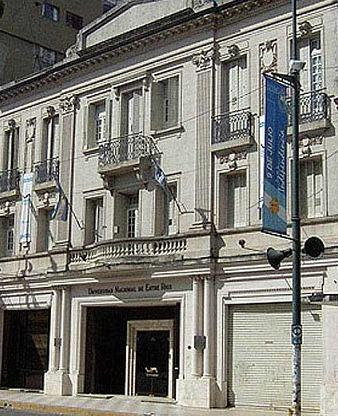
Rectorado de la UNER en Concepción del Uruguay.

Entre la población mayor de 14 años, la mayoría tiene educación primaria completa o bien educación secundaria incompleta; dicho grupo comprende unos 145 880 entrerrianos. Le siguen unos 85 764 que poseen los estudios secundarios completos o los universitarios incompletos, mientras que 52 694 no poseen educación o no terminaron los estudios primarios. Hay 29 684 y 19 087 que terminaron los estudios terciarios y universitarios respectivamente.
Entre Ríos, ha tenido un papel preponderante en la historia de la educación en Argentina. El primer colegio laico y gratuito del país, el Colegio del Uruguay, fue fundado por Urquiza el 28 de julio de 1849 en Concepción del Uruguay. También en la provincia fueron inauguradas las dos primeras escuelas normales del país, una en Paraná y la otra en Concepción del Uruguay durante la presidencia de Domingo Faustino Sarmiento.
La provincia cuenta con seis universidades con sedes en su territorio: la Universidad Nacional de Entre Ríos (UNER), la Universidad Católica Argentina (UCA), la Universidad Adventista del Plata (UAP), la Universidad Tecnológica Nacional (UTN), la Universidad de Concepción del Uruguay (UCU) y la Universidad Autónoma de Entre Ríos (UADER)
Además existen varias universidades con regímenes semi-presenciales dentro de modalidades de educación a distancia que tienen unidades académicas en la provincia; tal es el caso de la Universidad Católica de Salta (UCASAL), la Universidad Blas Pascal (UBP) o la Universidad Nacional del Litoral (UNL), entre otras.
La Facultad de Ingeniería de la Universidad Nacional de Entre Ríos (UNER), ubicada en Oro Verde es la primera institución en Sudamérica en brindar la carrera de Bioingeniería, desde 1985. El 3 de julio de 1992, se produce -con 8 egresados- la primera colación de Bioingenieros, fecha en la que desde entonces se celebra en Argentina el «Día del Bioingeniero».
La aún pequeña ciudad de  Puiggari se destaca por ser una de las sedes terapéuticas de su universidad adventista o   Universidad Adventista del Plata (UAP) que resalta por sus enseñanzas y praxis de medicina naturista.

### Deportes
Uno de los deportes que atrae la principal atención popular es el fútbol. En la actualidad hay un equipo de fútbol entrerrianos en la Primera División de Argentina Patronato, misma situación que se dio con la participación en los torneos nacionales del Club Atlético Uruguay en 1984 y del Patronato en 1978. Este último Paso segunda categoría del fútbol argentino en la temporada 2009-2010 hasta el año 2015 que ascendió a la primera categoría, mientras que Gimnasia y Esgrima, de Concepción del Uruguay milita en el Torneo Argentino A, tercer escalón a nivel nacional. Ambos son considerados los equipos más importantes de la provincia y se enfrentan en el clásico entrerriano. La Primera B Nacional 2016 cuenta con la participación de Juventud Unida de Gualeguaychú y Atlético Paraná. Por su parte el Torneo Federal B 2016 con el club Colegiales de Concordia. La provincia es también cuna de futbolistas que han triunfado a nivel profesional, entre los que se destacan Roberto Ayala, Gustavo Bou, Jorge Burruchaga, Alfredo Carricaberry, José Chamot, Enrique Guaita, Gabriel Heinze, Eduardo Luján Manera, Ramón Medina Bello, Roque Olsen, José Pékerman, Facundo Roncaglia, Alberto Zozaya, Roque Raúl Alfaro, Willy Caballero y Lisandro Martínez.
El básquet también cuenta con un desarrollo importante en la provincia. A nivel clubes se destacan el Centro Juventud Sionista de Paraná y el Club Central Entrerriano de Gualeguaychú, ambos participantes de la Liga Nacional de Básquet (Primera categoría). Otros clubes de renombre dentro de la provincia son: Estudiantes de Concordia, Tomas de Rocamora de Concepción del Uruguay, La Unión de Colón, Sportivo de San Salvador, Atlético Echagüe Club, el primero en participar en 1985 en la Liga Nacional de Básquet, entre otros. Por otra parte, desde 1986 la provincia se consagró seis veces campeona nacional, en el más argentino de los torneos, el "Campeonato Argentino de Basquet", ganando en aquella primera oportunidad la final a Tucumán, con un recordado triple desde nueve metros ejecutado en los últimos segundos, por el ya desaparecido Aníbal Sánchez.  
Entre Ríos cuenta con tres autódromos (Paraná, Concordia y Concepción del Uruguay), donde han competido el Turismo Carretera, TC 2000, Top Race y Turismo Nacional entre otros campeonatos nacionales de automovilismo.
En el rugby destacan Estudiantes de Paraná, Tilcara, Álamo y Capibá, participantes del Torneo Regional del Litoral.
Desarrollado anualmente desde 1984, el Triatlón Internacional de La Paz, fue ganando importancia progresivamente. Hoy, constituye uno evento continental de la International Triathlon Union, otorgando puntaje para la clasificación a los Juegos Olímpicos y para el ranking panamericano. Es una de las gestas deportivas emblemáticas de la provincia.
El maratón acuático que une Villa Hernandarias con la capital provincial, con sus 88 km de recorrido, es famosa por ser la competencia en aguas abiertas más larga del mundo.
El softbol cuenta con un lugar preponderante, especialmente en la ciudad de Paraná, que se constituye en la Capital Nacional de ese deporte. Cuenta con un estadio equipado para promover competencias a nivel internacional, el "Nafaldo Cargniel", ubicado a pocos metros del acceso al Túnel Subfluvial.  
Una vez al año se realizan los Juegos Deportivos Entrerrianos, la máxima cita polideportiva de la provincia.

## Prensa
Además de la presencia de los diarios de distribución nacional, la provincia de Entre Ríos cuenta con numerosos diarios provinciales en varias de sus ciudades. En Concordia se distribuyen El Sol y El Heraldo, y en Paraná se encuentran El diario de Paraná y Diario Uno. Gualeguay cuenta con El Debate Pregón y El Día de Gualeguay, en tanto que Gualeguaychú cuenta con El Argentino y El Día de Gualeguaychú, y Concepción del Uruguay hace lo propio con La Prensa Federal y La Calle. Por su parte, Villaguay publica El Pueblo y El Semanario de la Ciudad mientras que Crespo publica Paralelo 32.

## Medios de comunicación
Respecto a la televisión, hay canales televisivos locales con programación propia y otros que retransmiten, en todo o en parte, los canales de Buenos Aires, uno de los cuales es Canal 9 de Paraná que retransmite parte de la programación de El Trece.
También existe un canal en la ciudad de Paraná de contenido exclusivamente propio, Canal Once y Canal 6 Entre Ríos TV.

## Hermanamientos
- Provincia de Jilin, China[89]
- República de Altái, Rusia[89]